# サイケまたしても
『サイケまたしても』は、福地翼の日本の漫画。『週刊少年サンデー』（小学館）にて、2014年32号から2019年4・5合併号まで連載された。集中連載のあとに休載期間を挟む不定期連載の形態を取っている。ある事件をきっかけにタイムリープ能力を手に入れることになった少年と、特異な能力を悪用しようとする者との間で展開されるバトル漫画。2016年、『ダ・ヴィンチ』とNiconicoによる「第2回 次にくるマンガ大賞」のコミックス部門にノミネートされ、7位にランクインした。
2017年3月に『サンデーうぇぶり』でコミックス第8巻発売記念として「うえきの法則」とのコラボ漫画を掲載。

## あらすじ
平凡な中学生葛代斎下は、何の夢も持たず、地味に目立たず控えめに毎日を過ごしていた。そんなある日、幼なじみの枸橘蜜柑に誘われて訪れたモグラ池からの帰り道に、蜜柑が交通事故で亡くなってしまう。悲しみに暮れるサイケだったが、突然地面が崩れて池に転落してしまう。溺れて意識を失ったサイケが再び目を覚ますと、なぜか蜜柑が亡くなる日の朝をもう一度迎えていた。蜜柑との会話でそれが自分の能力だと気付いたサイケは試行錯誤の末に蜜柑を救うことに成功し、『ヒーロー』として能力を人助けに使おうと決意する。その一方で、悪意を持った能力者同士の争いに、サイケは否応なく巻き込まれていく。

## 登場人物

### 主要人物
葛代斎下（くずしろ サイケ）
主人公。中学3年生。自分の殻に籠って無気力に生きてきた結果、斜に構えた生き方をこじらせてしまった少年。ある日、幼馴染である枸橘蜜柑の事故死をきっかけに、自分が時間逆行の能力を持つことを知る。その能力を使って蜜柑の救出に成功したことを契機に、能力を使った人助けを始め、さらに氷頭と出遭ったことで、子供のころに夢見た「弱きを助け、悪を挫くヒーロー」になることを決意する。身体的には非力な一方で、平然と何百回も溺死と時間逆行を繰り返す、『能力消去』で与えられた激痛にも耐え抜くなど、時に周囲を戦慄させるほどの精神力を見せるようになるが、その根源にあるのは「誰かを救うことで、何も出来なかったかつての自分を救うこと」だと氷頭に看破されており、能力を失い元の無力な自分に戻ることを何よりも恐れている。そんな動機もあり、他人を助けるために自分が引き受ける苦痛については、その帳尻まで含めて全く頓着しない一方、他人（悪人を除く）を傷つけることについては過剰とも言えるぐらいの躊躇いを見せる。黒田ユメヲ率いる『ネガティブレイン』に狙われたことを皮切りに、何度も「正しさ」や「ヒーロー」とは何かを問われることになり、また生命の危機にも晒されて、その度に揺らいだり折れかけたりしながら、何度も立ち上がって「ヒーロー」活動を継続している。大きな戦いに決着がつき、その後の世界を救うための活動も終わった3年後、ユメヲに頼んで能力を消去した。
時間逆行
分類は「操作種（コントロール）」。正確に言えば『発動した日の午前7時に戻れる』能力。発動条件はモグラ池で溺れ死ぬこととされているが、実際には溺死さえすれば場所を問わず発動できる。発動のスイッチはサイケの精神ではなく、肉体の死にある模様。
逆行の際にはサイケだけが意識や記憶を持ち越せるため、世界全体がほぼ同じ行動を繰り返すなかで、サイケには起きる出来事の改変が可能となる。サイケはこの能力を活用して事故や事件の発生を防ぐように立ち回っている。能力保持者との戦闘では、敗北・失敗するたびに何回でも逆行を繰り返して相手の行動を逐一記憶していき、状況が許せば戦闘力のある氷頭やアナに適切な戦術を授ける戦法を主に行う。自由を奪われたりその場で殺害されれば発動不可能であるため、戦闘での使用時には逃亡手段の確保が不可欠となる。
肉体の状態は完全にリセットされているように見えるが、意識や記憶の保持のため脳（の記憶を司る部分）だけは例外的に酷使され続けているため、使用を重ねることでその「矛盾」が不可逆的に命を蝕み、突如鼻血が出る、昏倒するといった不調が現れ始め、最終的には死に至るという致命的なリスクを持つ。それによって一度は余命を使い切ったが、「癒やし神」の能力によって回復。その後も多数使用した描写はあるが、不調を来すまでには至っていない模様。

枸橘蜜柑（からたち みかん）
美術部所属の中学3年生でサイケの幼なじみ。孤独な生き方から抜け出せなくなったサイケにただ1人変わらず接している活発な少女で、サイケとは対称的に自分は絵を描くことが好きだと公言して自分の進む道を見据えて生きているが、サイケの目の前で交通事故により死亡してしまう。その日は異様にモグラ池へ向かうことにこだわりを見せ、結果何度も同じように交通事故で命を落とすが、それはちょうど10年前にサイケと2人でタイムカプセルをモグラ池に埋めており、「10年後の今日、タイムカプセルのことを覚えていて、2人が大切な友達でいられていたら、2人で掘り起こしに来よう」と約束していたためだった。サイケの決死の行動で死の運命から逃れた後、（結局サイケは約束を忘れていたが）2人でタイムカプセルを開け、その中にあった10年前のサイケの言葉は彼に「ヒーロー」を目指させる決め手となる。また、10年前のその時、溺れていた自分をサイケが身を挺して助けてくれたことが大切な思い出であり、「あの日からサイケは私のヒーロー」と特別な感情を抱いている。
サイケがヒーロー活動をしていることは長きにわたって知らなかったが、何かしらの歪みを背負ってしまっていることにはすぐに勘付いており、能力の酷使によって倒れた際は涙を流して糾弾している。『M』こと能力保持者の存在が噂として広まり始めた際にはサイケに対して何の気なしに「『M』が怖い」と発言してしまい、それがサイケを苦悩させる要因の一つとなってしまう。その後、ヨハンに取引のための人質として攫われたことでサイケの素性を知ることとなり、その際には前述の発言のことを謝罪。サイケに対する思いは変わることはなかった。3年後には本格的に画家の道に進み、弱冠18歳にして初の個展を開いている。
単行本1巻が蜜柑を救うまでのエピソードで構成されている一方、2巻収録のエピソードで早々に出番がわずかになるなどしていることから、単行本のおまけ漫画などでは出番が少ないことを嘆く描写がしばしばある。
氷頭栄治（ひず えいじ）
サイケとともに「ヒーロー」活動に勤しむ仲間。無表情とマロ眉が印象的な、恵まれた体格の青年。無愛想な言動や強面の人相などで勘違いされがちだが、頑固なほどにスジはしっかり通すタイプ。猫より犬派。名門の生まれだが既に勘当されており、今はアパートで一人暮らしをしながら、謎なアルバイトを多数こなして生活している。能力保持者からのみ出ている「力の煙」を見ることができる。
家の名誉に固執し自分を道具としか見ない親、見た目や生まれで勝手なレッテルを貼る連中ばかりに囲まれていた過去を持ち、生きる意味を見出だせないまま退廃的に毎日を過ごしていた。退屈を紛らわせるために能力保持者を狩っており、新たに見つけた能力保持者であるサイケに勝負を挑んだが、数十回のループの末に敗れる。自分の中の常識を壊していくサイケに興味を覚え、本人が言うところ「サイケの最期を看取るため」に共に行動する相棒となった。ループを駆使したトライ＆エラーで攻略法を見つけ出すというサイケの戦術を理解し、サイケを逃がすことに全力を注ぎサイケの攻略法を実践する、矛と盾の役割を愚直にこなしている。サイケがヒーロー活動をリタイアすると決めた時は自分が代わりに引き継ぐとアナに宣言したり、サイケが記憶を失った際はサイケから離れてでも戦いから遠ざけようとする一方、サイケの迷いに対してはお前が決めることだと突き放したような発言もするなど、時に厳しくも見えるほどサイケの意志を最優先で尊重している。
ヒ号探索の際のカリムとの戦闘において、自分と似た境遇のカリムを改心させて倒すためにリスクを負った結果、両目に濃硫酸を浴びて失明する。サイケによる時間逆行も可能な状況であったが、カリムを救うために必要な無茶であったと考えておりそれを拒否。手術を受け、将来的に回復の可能性がある状態にはなっており、後に回復している。ウィルの計画によって『万物の記録』の中の情報を流し込まれかけた結果、記録の一部が記憶に残っており、3年後に火山の噴火によって人類が滅亡すること、能力とはその噴火を止めるために誕生したものであることを知り、それに立ち向かうためにサイケや仲間たちと共に3年を費やすこととなった。その後は能力保持者を斡旋する会社を立ち上げ、その社長となった。
発泡スチロール化
「変質種（チェンジ）」。発動条件は物体に触れること。靴や衣服を通して触れても発動は可能。重さや脆さを発泡スチロールに変えることで、電柱など本来は数百kgはあるような物を軽々ともぎ取って持ち運べるようになる。戦闘ではこの電柱などを振り回し、相手に接触する寸前に能力を解除して本来の重量を叩きつけるのが最大の攻撃手段となり、他には足場を崩したりクッションにする、拘束具を破壊するなどの使い方をしている。発泡スチロール化した武器は、能力を解除しなければ相手にとっても発泡スチロールでしかないため、意図したタイミングに先んじて不意に攻撃されたりすると簡単に破壊されてしまう弱点がある。また、液体や気体、生物は発泡スチロール化できず、「有害な液体が入った物品」を使うことで破壊を牽制するという対策を度々取られている。

アナ・エガートン
サイケとともに「ヒーロー」活動に勤しむ仲間。ゴシックロリータ風の衣服を着ているツインテールの少女。サイケより1つ下の中学2年生で、身長は143cmと小柄。イギリス生まれ。普段は無表情に近い仏頂面がデフォルトだが、感情と表情自体は豊か。変な顔を見せられるとすぐに吹き出してしまう弱点がある。漫画が大好きで漫画が読み放題のネカフェも大好き。アニメやゲームも好きで、服装の趣味もゲームキャラに由来したもの。
元々は『ネガティブレイン』メンバーの一人で、最初の刺客としてサイケの前に立ち塞がった。親友を想うあまりに能力で不正を働いたことで親友の名誉と心を傷つけてしまった過去があり、自身も含めた能力そのものに嫌悪を抱いていた。『時間逆行』を用いたトライ＆エラーの持久戦に持ち込まれ、227回のループの末に自分も知らなかった能力の弱点を看破されて敗北。さらに、追い詰められて転落死する運命を八乙女とサイケの命懸けの行動により回避した後、サイケから「どうせ他人の運命を捻じ曲げるなら良い方向に曲げてみよう」と説得され、『ネガティブレイン』を脱退、サイケたちの仲間になる。サイケには一転して好意を寄せており、氷頭とはしばしば口喧嘩に発展するも実際は誰よりも尊敬しており、戦闘においても抜群の連携を見せる。
ガムテープ化
「変質種（チェンジ）」。発動条件は対象に触れること。発動した場所から「ガムテープ」を引き出し、さらに巻き尺のようにテープの先端側へ巻き取れる。ガムテープという名称に反して、一度どこかに粘着すれば強い力でも剥がせない粘着力があり、テープ自体も斬撃、圧壊、貫通、溶解、焼却などあらゆる方法での破壊に耐えるが、「繊維の向きに対して45°の角度で切断される」のが唯一の弱点。目の前に伸ばして盾にする、遠方に貼り付けて巻き取ることで高速で移動する、その勢いを使った打撃といった用途にもしばしば使われる。無機物だけでなく生物の身体からも引き出すことが可能で、ガムテープの着脱や巻き取るタイミングの操作はアナだけが自由に行える。

### ネガティブレイン
黒田ユメヲ率いる能力保持者集団の組織。主な活動内容は、能力を悪用する者を探し出し、ボスであるユメヲの『能力消去』で能力を消し去ること。メンバーは十数名を数え、大型のヘリを所有しているなど資金力もある。『ネガティブレイン』は『ネガティブ』と『ブレイン』を合わせた『マイナス思考』の意味がある。
黒田ユメヲ（くろだ ユメヲ）
『ネガティブレイン』のボス。超が付くネガティブ思考の持ち主。普段は、普通のサラリーマンとして働いているらしい。『ネガティブレイン』のメンバーは彼が直に勧誘して引き入れた者たちで、仲間となった者には全面的な信頼を置く一方で、離反者が出た場合には即座に姿をくらますという、両極端に徹底したやり方をとっている。白髪だが、これはストレスによるもので地毛は黒髪であり、後に元に戻っている。
妹のミユキが何者かの能力によって昏睡状態に陥ってしまったことで能力を嫌悪するようになり、ミユキを救うためもあって強硬に能力保持者を襲い続けていた。サイケとの初邂逅時には、『時間逆行』を「失敗から学ぶ人の成長を消してしまう悪魔の能力」と断じて『能力消去』で消去しようとしたが、激痛にも折れないサイケの意志を汲み取り、サイケと氷頭を見逃す形で撤退した。サイケの協力でミユキを救出してからは、能力を悪用しない者には手を出さないことを約束し、サイケ達とは付かず離れずの関係を保っている。ヨハンが突如裏切り、ウィルによってメンバーが洗脳されたことで殆どのメンバーが彼から離反してしまったが、時間経過とともに洗脳の解けたメンバー達は逐次彼の元に集結している。
本作の連載前（2010年）に、彼を主人公に据えた本作の数年前の過去に当たる読切『ネガティブレイン』がビッグコミックスピリッツに掲載されている。そこで描かれた人物像は現在と変わらないマイナス思考の他、世の中のリア充への羨望と敬意を抱いており、人は変われることを身を以って証明しようとするなど現在よりは前向きな部分も散見された。この時点で既に『余地夢』の能力を持っており、いくつかの悲劇を回避していた。
余地夢（よちむ）
「感知種（センス）」。発動条件は眠ってる時に夢を見ること。未来を夢として見る能力のために自発的に使うことは出来ず、ネガティブな未来しか見えない。見えた映像は絶対不可避の事象として必ず起こってしまうが、見えた通りにするならば改変して回避する『余地』がある（例：『刃物に刺されて大量の出血をする』映像が見えた場合、血糊や赤ワインを仕込んで出血の代わりとなる赤い液体が噴き出すようにしなければ、どんな防御手段で防いでも必ず出血してしまう）。また映像の周囲を観察、記憶することで発生する時間帯や場所なども割り出せるので、本人の細工能力や想像力が高ければより生存率も高くなる。
能力消去（オラクルデバッグ）
発動条件はユメヲが対象の頭に触れたうえで、対象が自ら能力を手放すと承認すること。ユメヲの持つもう一つの能力で、文字通り対象の能力を永久に消去できる。能力を消すには対象に「能力を放棄する」と言わせる必要があるため強制力がないが、発動の際には正気を失うほどの激痛と出血が対象を襲うため、それらの発言を引き出すことは容易い。今までこの力に耐え抜いた能力者はサイケ以外に存在していない。「眠らせ魔」逆神に対抗する能力を求め、ヒ号に接触されたことで発現した。

八乙女研二（やおとめ けんじ）
『ネガティブレイン』メンバーの一人。グラサンに短パン、素肌にカラフルなシャツという妙な服装をした、チャラい言動の男。騙されやすい性格らしい。手柄を立てれば後に建国するユメヲ王国での地位を得られるという、あからさまな仲間の嘘を信じていたが、単純に騙されやすいのか、『説得力』の効果によるものであったのかは不明。アナとサイケ達の戦いに突然割り込む形で参戦し、氷頭とのタイマン勝負に持ち込んだ。能力を得たことで自由を得たと標榜しつつ能力を使用することを楽しみ、地形を利用し有利に立ち回っていたが、氷頭に地形を逆用されてしまいカウンターを叩き込まれて敗北した。とにかく言動がチャラいため、一見すると信用の置けない人間に見えるが、アナの転落を身を以て助けるなど非常に義理堅いタイプ。サイケに命を救われるも「助けたことを後悔するんだな」と言い残し逃走するが、ユメヲにはサイケ達の詳細な情報までは伝えなかった。理由は不明だがヨハン達の洗脳は受けておらず、以降は長らく消息を絶っていた。実は氷頭と同じく「力の煙」を見ることができ、そして氷頭より教え上手だったため、久しぶりに戻ってきた際に、能力者探しのために仲間たちに「力の煙」を見るコツを教えることができた。
タイヤ化
「変質種（チェンジ）」。発動条件は物体に触れること。物体や自身の身体をタイヤ化し高速移動する。タイヤの加速力はかなりのモノで、投げ付けられた電柱を遥か上空に蹴り飛ばすほどの脚力を生み出したり、目にも止まらぬスピードで縦横無尽に走り回れる。壁などの垂直方向にも移動できるため、場所によっては地形に左右されない動きが可能。

十条魔胡（じゅうじょう まこ）
『ネガティブレイン』メンバーの一人。9歳の少女。主に、能力を活用した諜報活動を行っている。ユメヲが探していた「眠らせ魔」逆神の所在を報せるが、その結果、ユメヲ達は返り討ちに遭ってしまう。打つ手がなくなった彼女はサイケに助けを求め、サイケの協力者としてサポートに回ることで逆神の打倒に成功した。ヨハンの裏切りと共にメンバーが洗脳された際も、諜報活動により単独で行動していた彼女は洗脳を免れてたため、全編を通してユメヲの元にいる。諜報活動時以外ではユメヲと行動することが多い。
ハムスター化
「変質種（チェンジ）」。発動条件は対象物を掌で包むこと。物体を彼女の思い通りに動くハムスターに変化させる能力だが、生み出されるのはただのハムスターではなく、広域探査やヒマワリの種を利用した狙撃を行うなど、かなり多機能な能力を有している。

ヨハン・ディートリッヒ
『ネガティブレイン』最古参のメンバーである、涼やかな美貌の青年。若くして考古学の教授をしていたドイツ人。突如ユメヲを裏切り、ウィルの『説得力』でメンバーの殆どを自分の勢力に引き入れた。能力を進化の証、能力保持者を『次の人間（ネクスト）』と呼称し、「能力保持者達のヒーロー」として新たな世界を造るべく活動を開始。能力を持たない旧人類はいずれ能力保持者である自分達に牙を剥くと語りつつ、すべての人間を能力保持者にすることで「世界を平らにする」のが目的と語る。友情をバカにしながら友情ごっこの芝居でサイケを手に入れようと画策するなど下劣な行いを繰り返しており、サイケからは洗脳でしか仲間を作れない最低のクズだと軽蔑された。
かつては「能力の起源」を知ることを夢見てシルヴァと共に研究に励む純真な若者だったが、同志として出会った初恋の人・三色スミレの非業の死をきっかけに、現在の思想や性格に至ってしまった。その思想はスミレが能力保持者だったことが影響しており、能力保持者を守るという目的は偽りではない。サイケとの複数回にわたる戦いの末に「ヒーロー」としての敗北を認め、そしてスミレの遺志を知ったことで改心し、本性を露わにしたウィルとの最終決戦には仲間として同行した。その中で、拘束を脱するためにバックスの能力で子供に若返ったため、以降は外見年齢相応の子供として生活している。
回転（ロンド）
物体を回転させる能力。主な使い方は、攻撃を逸らす、円を描くように超高速移動する「回転移動（スピログラフ）」、金属片を掌の中で回転させ、手を払うだけで近距離の物体を切断する「回転刃（テンソー）」、鉄球を手元で周回させ、弧を描く軌道で放つ「公転（レボリューション）」といったもので、非常に高い戦闘力を発揮できる。有効な対策を取るのは難しい能力だが、ヨハンは能力が露見しないように注意を払っており、劇中で内容が明らかになったのはかなり後のこととなった。主な使い方が示すように直接触れていない物体でも回転させ続けることができるようで、上空にある無人のヘリのプロペラを回転させて飛行させたことすらあるため、効果範囲はかなり広いと思われる。

ウィル・クルーニー
『ネガティブレイン』メンバーの一人。無邪気な子供のように振る舞っているが、能力で他人の心を操ることに躊躇がなく、ヨハンの真の目的を知りながらも協力するなど善良とは言い難い人物。夕日が海に落ちるのを見るのが好き。
実年齢は120歳。アメリカ・ペンシルバニア州生まれで、あらゆる面において平凡な人間であったが、能力に目覚めたことで全てを思うままにして人生を謳歌するも、洗脳した人間にどれだけ自分を持て囃させても虚無感は拭えなかった。バックスに出会ったことで自分を6歳の子供の状態に留め置かせることを思いつき、大人相応の技能を子供の立場で披露して「神童」として持て囃されることで欲求を満たしている。しかし脳の酷使による寿命が迫っているため、その解決策を探し求め、ヨハンが所有していた「箱」の中身である『万物の記録』を掠め取るために協力していた。記録そのものには全く関心がなく、入れ物としての「超大容量の記憶媒体」という性質のみを利用し、生き長らえることを目論む。これまで通りに過ごして、永遠に「神童」として他者から持て囃され続けることだけが目的であり、そのためにあらゆるものを利用し、「普通じゃない」人間に嫉妬して思うままに貶めて愉悦を得るなど、野望こそ小さいが肥大化しきった邪心の持ち主。
説得力（ハートブレイカー）
「操作種（コントロール）」。発動条件は相手と握手しながら話すこと。どんなウソでも信じ込ませられる能力。洗脳された者は信じ込んだ内容に基づいた自己欺瞞を行うようになるため、論理の矛盾を突かれても聞く耳を持たず、他者の干渉で洗脳を解除することは極めて難しいが、親しい者の死を目の当たりにするなどして精神に強いショックを受けると解除される。また、ウィルが近くにいない状態で5日経つことで自然に解除される。

カリム・クリスタンヴァル
『ネガティブレイン』のメンバーの一人。フランスの名家に生まれた美少年。なにかにつけて状況をロールプレイングゲームのテキストのように解説し、自分を「勇者」に喩える。家柄に縛られた人生に嫌気が差して15歳の時に出奔し、能力に目覚めてからはゲーム感覚で能力者狩りをすることを唯一の生き甲斐にしており、ヨハン・ウィルのそれぞれの裏切りの際にはその欲のため自分の意思でそちらについている。自分を倒した氷頭の言葉の数々を一度は拒絶したものの、心中には変化があり、後にウィルに敗れて死亡したサイケらを救うために2つ目の能力を使用し、ウィルへの協力を放棄してその場を去った。
鎖化
発動条件は不明。体の様々な部位や持っているものが起点となり、複数同時に出すこともできる。離れたところから鎖を操作して敵を拘束したり、自分の髪の毛を鎖に変えて前方の壁に突き刺し、身体を勢い良く引っぱることでワイヤーアクションのように猛スピードで突進することも可能。
勇者の特権（セーブ＆コンティニュー）
ヒ号捜索時に噛みつかれたことで発現した、サイケと同じ時間逆行能力。氷頭に敗北して「コンティニューする限り勇者である自分に負けはない」と念じていた時のことであったため、このような能力となった。発動時から1,2,3時間前のいずれかを選んで巻き戻ることができる。発動条件は特にないと思われる反面、一度の発動で寿命を年単位で消費する。発動する際にはゲーム機のコントローラーが現れてそれを操作し、ロールプレイングゲームのコンティニュー画面を模したような選択肢が表示される。

峰岸マサムネ（みねぎし マサムネ）
『ネガティブレイン』メンバーの一人。東雲とは高校の同級生。ウィルに洗脳されてヨハンの下についた一人で、モグラ池で戦闘となり、記憶を取り戻してループしたサイケによって能力の発動条件を見破られ、氷頭に殴り倒されて敗北した。その後、軟禁されたことで時間経過で洗脳が解け、同じく正気に返った優子ともどもユメヲとサイケらに土下座で平謝りして『ネガティブレイン』に復帰する。
植物操作
「操作種（コントロール）」。発動条件は眼鏡に触れていることで、頻繁に眼鏡を持ち上げる動作をするのがそのカモフラージュになっている。物体に植物を生み出す能力で、植物の成長速度は凄まじく早く、人体を容易く貫通する『蔓矛（バインランス）』、植物を巻き付けて拘束する『芽吹きの春（スプリングデイズ）』など、植物のバリエーションは複数あり、地中に根を張って半径200mの振動を聴き分けるといった芸当も可能。

無敵優子（むてき ゆうこ）
『ネガティブレイン』のメンバーの一人。カチューシャを付けた少女。『説得力』でアナ達が裏切ったと思い込まされてヨハン側につき、戦闘になった。アナと戦う際には彼女に裏切られたことを涙を浮かべて糾弾するなど、仲間意識が強い。アナに敗北して拘束された後、マサムネともどもユメヲとサイケらに土下座で平謝りして『ネガティブレイン』に復帰した。
万力（アックス）
「加減種（プラマイ）」。発動条件は特になし。1日の中で3分間だけ身体能力を数倍に強化する。一度発動すると残り時間を使い切るまで解除不可能。

椎名町雪（しいなまち ゆき）
『ネガティブレイン』メンバーの一人。テンション低めの話し方をする、かなりスタイルの良い女性。ウィルに洗脳されてヨハンの下についた一人で、「癒やし神」奪取のためにヨハン、東雲とともにネパールを訪れ、『静寂の濃霧』で氷頭、アナをまとめて無力化した。サイケの決死のループの後、アナに能力の強力さから来る慢心を突かれ『静寂の濃霧』の特性を逆手に取られて、敗北。東雲とともにヨハンに置き去りにされたため、時間経過で正気に返った。その後は『ネガティブレイン』に復帰して、再びユメヲらと行動をともにしている。
静寂の濃霧（サイレントミスト）
「世界種（ワールド）」。発動条件は不明。周囲を濃い霧が包み視界を閉ざすと同時に音もかき消してしまう能力。気配の察知などの第六感的な知覚すら無力化する。椎名町本人と彼女に触れている者だけは、霧の影響を受けない。霧は物質的なものであるため、風で吹き飛ばされると効果が失われてしまう。

東雲静丸（しののめ しずかまる）
『ネガティブレイン』メンバーの一人。額に大きな傷がある、常に笑顔の青年。マサムネとは高校の同級生。元はプロからスカウトが来るほどのピッチャーだったが、事故で引退を余儀なくされた過去がある。その際にはマサムネの言葉に励まされたことで立ち直っており、恩義を感じている。「癒やし神」奪取のためにヨハン、椎名町とともにネパールを訪れ、『巨像化』で街中を混乱に陥れた。サイケの決死のループの後、氷頭にフードを発泡スチロール化して引き裂かれたことで能力を封じられ、敗北。椎名町と同じく、置き去りにされたため洗脳が解けて『ネガティブレイン』に復帰している。
巨像化（ギガント）
発動条件は何かで自分の頭（特に顔）を覆うこと。彼が常にフードを被っているのは、この条件を即座に満たすためである。身体が衣服もろとも数階建てのビル並に巨大化し、膂力や頑丈さもサイズに見合った強靭さに向上する。発動中は自我を失い、「発動してから最初に自分に命令した者」の命令のみに従って動くようになる。ただし、命令を遂行するための判断力や知識は発動中も健在。

ウーズラ
『ネガティブレイン』のメンバーの一人。フランケンシュタインの怪物を髣髴とさせる顔の傷跡が特徴的な、カタコトで喋る大男。片手で人間を掴み上げる腕力を持っている。
プロペラ化
「変質種（チェンジ）」。発動条件は対象に触れること。自身や他者の身体、無機物を問わずにプロペラを生やす。プロペラの回転によって巻き起こる風は『静寂の濃霧』を吹き飛ばす、『万力』の前進を押し留めるなど、かなり強力。

チャン・ミンミン
『ネガティブレイン』メンバーの一人。中国人らしき幼い少女。悪人というほどではないがずる賢い性格。
死亡遊戯（ミンミンワールド）
｢世界種（ワールド）」。発動条件は特になし。解除条件はミンミンが気絶するか閉園を宣言すること。1日に1回だけ、異空間『ミンミンワールド』を開園し、開園宣言時に射程距離内にいた人間を引き込める。園内では敵への攻撃は無力化され、ミンミンが指定する遊戯で勝負しなくてはならない。敗者にはマスコットであるピエロの『イトーちゃん』が制裁を加えてくる。劇中で行ったのはあっち向いてホイで、ミンミンが「初期微動」を見抜くことを得意としているため、真っ当に勝負する限りは一方的に勝利できる実力がある（ただし、ジャンケン部分に関しては人並み程度）。

シルヴァーノ・ダ・ヴィンチ
『ネガティブレイン』のメンバーの一人。愛称はシルヴァ。眼鏡をかけた大柄な青年。寡黙で常に冷静、メンバーからも非常に頼りにされているが、両生類が大の苦手で、蛙が1匹目の前に現れただけで気絶するほど。
ヨハンの大学時代からの友人で、彼の暴走を止められる可能性を持つと見込んだサイケをヨハンの罠から救出し、ヨハンから離反する。ただ、それもヨハンへの友情から出た行動であり、ヨハンがこれまでの贖罪のために生きることを決めてからは、再び彼と行動を共にしている。
魚化（ダイビングフィッシュ）
「変質種（チェンジ）」。発動条件は一枚布で自分の体全体を覆うこと。自分の体を覆う布を魚に変化させ、壁や地面に水中のように潜行して高速で自在に泳ぎ回ることができる。地中にいても正常に視界を発揮できるため、遺跡探索においてはそれを活用して発掘対象の目星をつけていた。なお、魚に変化しているのはあくまでも体を覆った布であり、シルヴァ自身は、元の姿のまま魚の体内に身を潜めている状態である。自分以外の人間も自分と一緒に覆うことで、魚の体内に潜ませることができるが、その定員は1名まで。

### その他の能力保持者
黒髪のロン毛男
名前は不明。氷頭の言っていた能力を悪用する能力者の典型のような人物であり「能力を得た自分は天に選ばれ世界に君臨する許可を得た」と豪語していた。氷頭による能力者狩りのターゲットとなり交戦するが敗北。後にDr.ミュウトンの部下として現れるが、サイケのループ戦法により行動を全て見抜かれて自滅同然に敗北した。
分裂能力（ジェミニ）
発動条件は分裂させる物体に触れること。物体の一部分を増やす能力で、自分の身体も増やすことが可能。攻撃を回避した瞬間に武器の先端を増やして予想外の攻撃を当てたり、身体の一部分を増やして衝撃を分散するなどの使い方が可能。身体を完全に分裂させてもう一人の自分を増やすことも可能だが、両方とも自分であるためダメージは共有しており、どちらか一方が気絶するようなダメージを受けるとそのまま両方ダウンして元に戻ってしまう。

モヒカン男
名前は不明。氷頭による能力者狩りのターゲットとなり交戦するが敗北。後にDr.ミュウトンの部下として現れるが、サイケのループ戦法により行動を全て見抜かれて敗北した。
発火（フランベ）
発動条件は手をかざすこと。かざした両手から炎が吹き出す能力。炎は意のままに操ることが可能で追尾能力も高い。ただし炎を操ってるのはあくまでも自分のため、目潰しなどで視界が塞がれると使用不可能になる。

Dr.ミュウトン
数年前から能力者の研究を行っており、氷頭が能力者を見分けることができることを知って彼を拉致し、拷問でその方法を聞き出そうとする。最初は透明化の能力を自分に使っていたが、次第に自分ではなく武器を透明化して傷めつけた方がより恐怖を与えられることに気付いてからは特殊な形状をした拷問武器で危害を加えるようになった。氷頭を救出に来たサイケにループですべての動きを対応された末に敗れ、自分を打ち破ったサイケに惚れてしまった。『ネガティブレイン』の存在を知っていたため、能力者を集めて研究していたのは彼等からの自衛の意味もあったと思われる。再登場時には改心しており、サイケの時間逆行能力の危険性を報せに現れた。
透明化（スケルトール）
「変質種（チェンジ）」。発動条件は物体に触れること。自分自身や任意の物を透明化させることができる能力で、使用者本人には透明化した物が見える。ただし「力の煙」は通常通り発されてしまうので、「力の煙」が見える人間に対しては不意打ちでもないと感知されてしまう。手放した拷問器具が透明化されたままだったので、発動してから一定時間は透明化が維持される模様。

猫カフェの店長
猫カフェ『ひげねこ』の店長をしている能力者。人間を能力で猫化し、日本を幸せに満ちた『猫の国』に変えようと目論んでいる。店長が良い能力者かどうかを確かめようとしたサイケと氷頭を猫化させたが、氷頭の助けでサイケが脱走に成功。ループしたサイケ達によって先手を打たれ、なぜかはわからないが罪が露見したことで自分の行いを反省し、今後能力の使用はしないことを誓ったが、能力を持っていること自体が悪と考えるユメヲによって『能力消去』された。
淹れた紅茶を飲んだ人間を猫にする能力（仮称）
「変質種（チェンジ）」。記載の通りの発動条件で、理由は不明だがアメリカンショートヘアかスコティッシュフォールドにしか変えられない模様。飲んでから時間が経つ毎に猫化が進んでいき、やがては自我を含め本能まで完全な猫として変貌することになる。ただし、対象が犬派だと進行が遅くなる。また、猫になっても能力を使用することは可能。

田谷（たたに）
元は気弱な中学生で不良に怯える性格であったが、能力を手に入れてからは友人達と共に不良達への復讐を考えるようになる。最初の内は正当防衛として能力を使っていたが、次第に傲慢な性格へと変貌し自分達から積極的に襲撃するようになった。最後には親父狩りをしようとユメヲを狙った結果、返り討ちにされ能力を消去されてしまった。
刃弾（ブレードバレット）
発動条件は手をかざすこと。手のひらから十字型の無数の刃物を生み出して連射する能力。生み出した刃物は一定時間後に消え、証拠を残さない。

逆神夕貴（さかがみ ゆうき）
「眠らせ魔」として原因不明の眠り病を引き起こしている張本人。一見すると長身のイケメンだが、その内面は極めて利己的かつ身勝手。自分の思い通りにならない現実から逃避し、眠り病に陥らせた人々が己に媚びる様を見るのが何よりの愉しみで、その被害人数は1,000人に迫っている。仲間と共に一度はユメヲ、氷頭、アナを返り討ちにしたが、魔胡に助けを求められたサイケのループ戦法によって、能力や手の内を全て暴かれ敗北。夢の中なら全てが思いのままと豪語しつつ、能力解除は出来ないことを盾になおも挑発的な態度を崩さなかったが、最後はユメヲの『能力消去』によって能力を手放した。
夢SNS（ゆめソーシャルネットワークサービス）
「世界種（ワールド）」。近年、巷で騒がれている眠り病の原因である能力。発動条件は『相手に目を閉じさせる』『相手のアゴに触れる』『合言葉（「ドリームランドへようこそ」）を言う』の3つを同時にクリアすること。能力が発動すると、相手の魂を自分の頭の中にある『ドリームランド』に取り込める。取り込まれた魂はドリームランドの中で逆神の従順な下僕になり、彼にひたすら媚びて奉仕するだけの存在になってしまう。また、取り込んだ魂の特技（空手家の回し蹴り、ボクサーのスウェーなど）をコピーして現実で使うことも可能。一旦取り込んだ魂を解放することはできない、というよりする気が全くないため、眠り病を治すにはこの能力自体を消去するしかない。

王 澤（ワン チウ）
ステレオタイプの言葉遣いをする眼鏡をかけた中国人で、鋼鉄を仕込んだ長い袖の服を着用し、能力を駆使して人を痛め付けることを楽しむなど能力を悪用する側の能力者。匂いで能力保持者を識別できる。最初は能力の相性差によってアナを倒したが、サイケのループによって能力を暴かれた後は氷頭と戦闘になる。氷頭の能力の弱点を即座に見抜いて終始有利に立ち回っていたが、氷頭が出来ない(やらない)と思っていた行動を選んだことにより対処が遅れ、全力で殴り倒されて敗北した。
袖操作（そでそうさ）
「操作種（コントロール）」。発動条件は袖の付いた服を着ていること。「袖龍(そでりゅう)」と呼んでいる自分の服の袖を自由自在に操る能力。人を持ち上げ地面に叩きつける、中身が満タンのドラム缶を投げ飛ばすなど発揮できる力はかなり強く、袖に鋼鉄を仕込むことで殺傷力を上昇させている。性質上、服を破壊されることで無力化されてしまう。

イゴール・アシモフ
厳つい外見をしたロシア系の大男だが実は16歳。アナは彼の好みにドストライクらしく、彼女を嫁にする気マンマンでいる。最初は氷頭と戦い勝利を納めたが、サイケのループによって能力を暴かれた後はアナと戦闘になる。マトリョーシカ能力によってアナを追い詰めたが、相性の悪い能力を持っていたアナに敗北した。実はサイケと同じく能力を正しく使用する側の人物で、逆神に協力していたのも単純に騙されていただけであり、戦いの後はそのことを直接詫びに来るなど礼儀正しい一面がある。それもあってかユメヲも能力消去は行わなかった。
マトリョーシカ能力（仮称）
発動条件は特にないと思われる。マトリョーシカのように自分の中からさらに小さな自分の分身を取り出していく能力で、本体である自分を含めた4体+核となる1体の計5体から構成されている。出てくる分身は小さくなる毎に動きが早くなり、核のスピードは時速150キロに達する。弱点は核となる5体目で、これに受けたダメージは本体にそのまま返ってくるため、イゴールも滅多なことでは核となる5体目は出さず、4体の分身で戦うようにしている。

ラジュ
ガイドで生計を立てているネパール人。金にがめつく、危険に遭えば何より保身を優先する小市民的な青年。「癒やし神」についてサイケらに間違った情報を与えるが、実は本物の居場所を知る人物の1人であるため別ルートで紹介されて再会し、その際には悪びれもしなかった。成り行きで「癒やし神」争奪戦にまで関わることとなり、友達のために命を賭ける氷頭・アナの行動に感銘を受けたことで、危険を顧みず最後まで協力。2人はその後殺害されるも彼はヨハンに敵とみなされなかったため見逃され、サイケにあと一度きりの『時間逆行』を選ばせるきっかけとなる。一連の出来事でサイケらに友情を感じ、帰国の際には別れを惜しんでいた。
ゲル化
自分の肉体を瞬時にゲル化し、不定形の状態で動き回ることができる能力。基本的に逃げ回ることしかできないが、不定形である利点に加えて移動速度もかなり優れており、上に人を乗せて運ぶこともできる。

クマリ / ランビデ
女神クマリの化身として祀られている子供。劇中ではクマリとしか呼ばれていないがこれは肩書きであるため、8巻の巻末で名前が明かされている。ラジュが「癒やし神」として彼女の住まう館に案内したが、実際には噂で混同されているだけの無関係な人物。本物の噂について知っており、その情報を代わりに与えた。
命視眼（みょうしがん）
寿命を見ることができる能力。サイケが余命幾許もない状態にあることを見抜いた。

癒やし神 / プン
完全治癒の能力保持者であるネパールの山奥の村の長老。90歳だが、能力の代償で赤ん坊の姿になっており、登場時にはあと1回の行使が限界と見込まれる状態。村の繁栄を何より願う良識的な人物であり、目覚めた当初は能力を分け隔てなく使用していたが、使用回数が有限と知って方針を変更し、対価として多くの金銭を得ることで村を富ませることを選んだ。結果、村は山奥にありながら首都カトマンズと見紛うほどに発展している。対外交渉の手札としてヨハンに狙われており、洗脳が解けた峰岸から情報を得たサイケらも死に瀕するサイケを回復してもらうために彼を探すこととなり、両者の間でその身柄を奪い合われることとなる。村のため、当初はサイケに能力を使うことを拒否したが、争奪戦の後に寿命を使い果たしたサイケに能力を使用。使用すると胎児の状態まで若返った結果死ぬものと考えられていたが、実際には能力が失われるだけで、肉体はむしろ正常に加齢し始めるようになり、無事に終わっている。
完全治癒（パーフェクトキュア）
あらゆる怪我や病気を完全に治癒することができる。能力を得た時点から（使用していない時も）緩やかに若返り続ける作用があり、能力を使用するとそれが加速する。

平安英雄（ひらやす ひでお）
サイケと同じ中学に通う2年生。いじめられっ子であり、エスカレートするいじめに耐えかねて無自覚な能力保持者となり、自分の所業と気づかぬままいじめっ子を返り討ちにしていた。最終的に能力が暴走して化け物と成り果てたが、巻き戻ったサイケによって先んじて説得される。しかし「能力であいつらに復讐できるなら願ったり叶ったり」と無視するが、自分と大差ない弱者であるサイケに身を挺して守られたことで考えを改め、能力を抑え込むことにも成功する。その後、サイケにヒーロー仲間にならないかと誘われるが、能力の危険性を恐れ、直後に現れたユメヲに能力を消去してもらうことを選び、サイケの在り方を否定した。
怪物化
爪や牙を持つ人型の怪物に変貌する能力。当初は右腕だけが変貌していた。完全に変貌している状態では、頭部にあたる部分に平安の顔が浮き出た状態になり、意識は保たれながらも身体は一切の制御ができず暴れるだけの状態となる。

神宮寺甲太郎（じんぐうじ こうたろう）
町でサイケとアナが出会った兄弟の兄。トンガリ頭で常にタンクトップ姿、筋肉質な肉体を持つ。常に仰々しく、弟・乙二郎に対しては偉大な兄として振る舞い、漫才じみた掛け合いを日常のように披露する、義に篤い正義漢。両親が他界しており貧乏暮らしであり、御針勇童に能力を使った犯罪行為に誘われているが断固拒否するも、乙二郎を人質に取られてやむなく協力、結局失敗したうえに罪をなすりつけられる結果に終わるが、サイケに助けられて事前に御針を打倒し、兄弟揃って救われた。その後もあくまで一般人として過ごしているが、ヨハンとの戦いにおいて助力している。
後に、普段から披露していた乙二郎との兄弟ラップを「甲乙☆丙丁」の名義で動画サイトにアップロードしたところ人気を博し、ファンイベントが開催されるほどになった。この時に現れた暴漢に対して躊躇なく能力を使って撃退した姿は、彼の人徳のおかげもあって能力保持者に対する差別を和らげる大きなきっかけになった。
風船化
自身の頭から風船を出すことができる。風船は甲太郎の意志で破裂させられるが、外的な要因では一切破壊されない。用途は衝撃を防ぐなどに限らず、風船を大きく膨らませれば自身を浮遊させることも可能。「調子のいい時」には任意の部位から風船を出したり、物品を風船にすることも可能となるが、これは実際には乙二郎の能力の恩恵であり、甲太郎のこの能力はあくまで「頭から風船を出す能力」でしかない模様。

神宮寺乙二郎（じんぐうじ おつじろう）
甲太郎の弟。小柄で常に学ラン姿、「ガンバレ兄ちゃん！！」と書かれた鉢巻きを着用している。傍から見ると間抜けな部分も少なくない兄を心の底から尊敬している。能力保持者だが全くの無自覚であり、御針との戦闘の最中でサイケが初めて合点したが、そのことは誰にも明かさないままにしており、サイケが事実を教えたのは全ての戦いが終わった後だった。
他人の能力を増幅させる能力（仮称）
発動条件は、対象を応援すること。乙二郎が習慣的に人を応援するため、しばしば無自覚に発動していた。アナを対象にした場合は「触れずにどこからでもいくらでも一瞬でガムテープ化できる」というほどで、その効果は強力だが、劇中では甲太郎・アナの2名の他に、「声を飛ばす」能力を世界中に拡散させる用途にしか使われていない。

御針勇童（みばり ゆうどう）
多くの部下を従えるドレッドヘアーの男。刺繍が趣味。甲太郎の能力に目をつけており、金品目当ての強盗に協力させようとした非道な悪党。用心深く計画的で、屈強な肉体を持ち、能力保持者としての戦いにも熟練している実力者。最終的にはサイケらに敗北して誘拐犯として逮捕され、そして身柄が拘束される前にユメヲによって能力を消去された。
糸操作
「糸」を体から自在に出し、あるいは触れた対象に縫い付け、物体ならそれ自体を、生物なら縫い付けた部位を自在に操ることができる。念力のように物理法則を無視した操作をすることができ、事前に糸を縫い付けてさえいれば離れた場所にある対象も制御可能であるなど、非常に自由度の高い能力。

ヒ号
能力を与える能力保持者であるレッサーパンダ。名前は、背中に「ヒ」のように見える模様があることから暫定的に名付けられたものだが、偶然にも「ヒ」と鳴く。元々はネパールに生息しており、ネパールで異常に能力保持者が増える原因となっていたが、ヨハン一派が捕獲し、目的のために日本に連れてきたところで運んでいた車が事故を起こしたため逃亡。発信機を付けていたがサイケらと争奪戦の形となり、最終的にサイケ側の手に渡り、その後は協力していたユメヲ一派が預かっている。人語を解さないので『能力消去』の条件が満たせず、やむなくそのままにしている。
人間を能力者にする能力（仮称）
発動条件は対象に噛み付くこと。詳細については不明な部分が多い。能力を持たない人間を能力保持者にするだけではなく、能力保持者に2つ目の能力を与えることもできる。前述のように、得る能力はランダムというわけではなく、本人の願望次第のものを獲得できる。

三色スミレ（さんしき スミレ）
大学時代のヨハンとシルヴァが「能力の起源」を探るために参加した、メキシコ・マナ遺跡の研究チームのメンバーの1人である女性。ヨハンとシルヴァと同様に「能力の起源」に関心を持っている能力保持者だが、能力保持者ゆえの苦悩を感じさせない明るい性格。「力の煙」を見ることができ、2人に自分から声をかけて能力を明かしたことから打ち解けていき、2人の初恋の人となった。実は肺の病を患っていて余命幾許もなく、古代の遺物である「箱」を3人で発掘している最中に倒れ、危篤の状態となってしまう。必死に箱を発掘した2人が、その行動を訝しんだ発掘チームによる妨害を跳ね除けて病院に駆けつけるも「箱」は開けることができないまま間もなく事切れてしまい、この一連の出来事がヨハンを豹変させる原因となった。
写真化
自他を問わず、対象の頭に浮かんでいるイメージを物体に念写することができる。最期の瞬間に間近にあった「箱」に対して行使されており、「箱を開けたら3人の新しい夢を発表しよう」という約束を守るため、自分の夢である「2人がずっと笑顔でいる」姿を蓋の裏に念写していた。

バックス
チューリップハットを被り、所々抜けた歯並びの目立つ、貧相な男。70年以上前から能力を活用して金銭と引き換えに顧客を若返らせるビジネスを営んでいた。客として訪れたウィルの能力で洗脳され、「1年ごとにウィルを1年若返らせ、永遠に6歳の姿でいさせる」ことを命じられる。保有する能力の強力さに反して、腰の低い言動と地道な生き方をしていた、能力に溺れていない常識人。
対象を若返らせる能力（仮称）
「操作種（コントロール）」。発動条件は特にないと思われる。どの程度若返らせるかは自由自在だが、一旦若返らせた対象を元に戻すことを含め、対象の時間を前向きに進めることはできない。自分自身も対象に出来るようで、ウィルに命じられて、70年以上変わらない外見を保っている。より正確には「物体の時間を巻き戻す」能力。目立った発動条件がなく、どんな致命傷も事実上無効化させ、病や肉体の欠損も後天性なら完治可能、さらに死の直後なら身体の修復による蘇生まで出来るというきわめて強力な能力。ただし、『時間逆行』と同様に記憶の保持による脳の酷使は伴ってしまうため、若返り続けても無限の寿命を得ることはできない。

ルカ・ヴァレンティノ
ウィルの協力者の一人。ぱっつん頭で糸目の青年。マゾヒスト（ただし、能力を利用したうえでのこと）で女嫌い。頻繁に肩を鳴らすが、これは肩こり持ちなのが原因な様子。変態呼ばわりされても開き直るなどコミカルな振る舞いもするが、性根は残虐非道。能力は攻撃に寄与しないため、ナイフを凶器として戦う。アナの苛烈な攻めに惚れ込むが途中で興醒めし、能力に適切に対処して殺害。巻き戻し後はサイケと戦い、調子に乗って攻撃を受け続けている間にアナが合流して拘束され、全身を負傷した状態で快感を伴う肩もみをされることで「能力を適用すれば肩もみの快感で、解除すれば肉体のダメージで激痛が襲う」という状態に追い込まれ、先に進むための暗証番号を聞き出されつつ倒れた。
痛覚操作
脳内物質をコントロールし、自身の痛みと快感を逆転させる。これにより、相手の攻撃をものともしない状態で戦うことができる。任意に適用・解除することが可能。快感も痛みに逆転させてしまうのが弱点。

ペドロ・バルセラータ
ウィルの協力者の一人。職業は悪役レスラーで、屈強な肉体の持ち主。若い頃から悪役レスラーを志していたが、心優しくぬいぐるみ作りが趣味という善良そのものな人物であり、恋人のカリナに「悪役レスラーになるのを諦めるか私と別れるか、5秒以内に選んで」と問われ、答えられなかったために別れることとなった経験がトラウマとなり、その時に欠けていた「決断力」を何よりも重んじるようになり、決断力を磨き上げるために能力を用いた戦闘を繰り返している。初戦では慎重を期し過ぎたヨハンを打突の一撃で殺害するが、巻き戻し後はアナと戦い、向かってくることを見越して能力で張り巡らされた罠に引っかかり敗北。アナから「決断力も大事だけど、『相手の気持ちを考える』ことも大事」と指摘されたことで、本当に必要だったものはそちらだったのだと自省した。
5秒ルームズ
「世界種（ワールド）」。自分と対象の2名が、5×5の25個の防音仕様の部屋にランダムに配置され、5秒の間片方が動き、もう片方は一切動けない、という手順を繰り返し、相手を探しながらどちらかが気絶または絶命するまで戦う。なお、動けない状態でも身体的な動作を伴わない範囲なら能力を使用することができる。ペドロはこの空間を出す以上のことができないので相手にのみ有利な仕様だが、ペドロは気配を察知することに長けており、隣接する部屋にいれば目星をつけることができる模様。

シグ・ユンファ
ウィルの協力者の一人。目に隈があり虚ろな目つきで、逆立った髪型をしている。「腐蝕」を何よりも美しい破壊であると感じており、戦う相手の肉体、ひいては心を腐らせることを欲する。サイケと戦い、その不屈の精神を美しいものと認めながらも順調にダメージを与えて殺害。巻き戻し後はヨハンと戦い、自身と相反する「反能力者」にあたるバックスをシルヴァの『魚化』で床下に潜ませて適宜能力を使わせ続ける、という対策を取られたことで能力を事実上無効化され、敗北する。「力の煙」を見るのではなく嗅ぐことができ、さらに能力の大まかな系統を識別することが可能であり、サイケが時間操作系の能力保持者であることを見抜いていた。
腐蝕（仮称）
手で触れた対象の時間を急速に進め、腐らせる。生物に対して用いれば、打撃を当てた部位が即座にちぎれて腐り落ちるため、普通の打撃が肉体を自在に切断・貫通する威力の攻撃となる。

### その他の人物
眼鏡の少年
本屋の前で不良にカツアゲをされ、サイケには見て見ぬふりをされていた少年。蜜柑を救うための打つ手がなくなり、自分の命を代わりにして蜜柑を救うことを決意した周回で、「最後くらいは格好つけたい」と考えを改めたサイケに助けられる。そんなサイケを「ヒーローみたいでした」と讃え、お礼として宝物である星形のキーホルダーをサイケにプレゼントするが、偶然にもこのキーホルダーが死を覚悟したサイケの命を救うこととなった。
黒田ミユキ（くろだ ミユキ）
ユメヲの妹。読切『ネガティブレイン』にも登場する。兄と違ってポジティブな思考を持っている。高校が実家より近いという理由でユメヲの家に同居して、兄の就職の世話を焼きつつ毎日のように不甲斐ないユメヲに愚痴をこぼしているが本当は兄想いの妹。ユメヲの『余地夢』のことも知っている。逆神の能力によって昏睡状態に陥っていたが、能力が消去されたことにより回復した。
赤井ヒトミ（あかい ヒトミ）
アナの親友で陸上部所属。アナが自分から能力を教えるくらいの親友であったが、出場した大会でアナが能力を使用してライバルの妨害をしてしまった結果、周囲からは彼女が不正を働いたと誤解されて失格となってしまう。アナの能力を知っていたが故にヒトミだけは何が起きたのかに気付いてしまい、アナとは深い溝が出来てしまった。その後は半ば意地になっていたのかアナとすれ違っても無視を貫くなど絶縁を徹底していたが、内心ではアナの行為は自分を想うが故の行動であったと気付いていたため、後にアナが勇気を出して謝りに来たことで和解し、交流を再開している。

## 用語
能力（オラクル）
約10年ほど前から急激に増加している、魔法のような謎の力。能力の目覚めに老若男女は関係なく、能力を持つ者は『能力保持者（オラクルホルダー）』と呼ばれている。劇中、徐々に社会に認知されていき、一般社会においては能力保持者は（「Mystery」や「Monster」の頭文字を掛けて）『M』と呼ばれるようになった。いつの間にか身についているものなので、未だ自分が能力保持者だと気付いていない者も多い。目覚める能力は能力者の願望を元にした力を発揮するため、特に後天的に得たものに関しては、極めて意図に近い内容の能力を得ているケースも見られる。
本編より3年後に起こる、「火山の一斉噴火による人類滅亡」を阻止するために何らかの原因で誕生・増加しているものとされる。
力の煙
一部の能力保持者が視覚、あるいは嗅覚で感知することができる、能力保持者の肉体から常時発せられるもの。この感知は必ずしも先天的ではなく、感知できる者が伝授してコツさえ掴めば後天的にも得ることができる。実は能力保持者が持つエネルギーそのものであり、これを結集することで火山噴火を一つ一つ阻止することが可能となる。

モグラ池
サイケと蜜柑の思い出の場所であり、サイケが能力を得てヒーローになることを決めた因縁の場所でもある。最近、池の上を歩く人の姿を見たというオカルトの噂が流れている。
箱
メキシコの遺跡の地中深くに埋まっていたオーパーツ。ヨハンらによって発掘されるも、何らかの能力によって封がされており、現代科学ではもちろん『ネガティブレイン』関係者の能力を使っても開けることができなかったが、本体の強度を下げることができる氷頭の発泡スチロール化が有効であり、それによって開けることができた。
万物の記録（アカシックレコード）
「箱」の中に入っていた、手のひらサイズの髑髏のような形状の物品。いわゆるアカシックレコードそのもので、満月の夜に月と対象の人間を挟んで一直線上に配置することで、対象に内部の情報を移し替えることができるが、その膨大な情報量は人間の脳の許容量を遥かに上回るため、脳がパンクして即座に死亡してしまう。情報にはそもそも興味のないウィルは中身を吐き出させる「ゴミ箱」として氷頭を使ったが、（巻き戻し後の世界では）流し込まれている途中で中断されたことで氷頭は無事に済み、また結果的に氷頭の脳内には情報の一部が記憶された。その後、サイケの手で破壊されている。

## 書誌情報
- 福地翼『サイケまたしても』 小学館〈少年サンデーコミックス〉、全15巻
  1. 2014年11月23日発行（2014年11月18日発売[21]）、ISBN 978-4-09-125523-5
  2. 2015年2月23日発行（2015年2月18日発売[22]）、ISBN 978-4-09-125609-6
  3. 2015年8月23日発行（2015年8月18日発売[23]）、ISBN 978-4-09-126218-9
  4. 2016年1月23日発行（2016年1月18日発売[24]）、ISBN 978-4-09-126700-9
  5. 2016年6月22日発行（2016年6月17日発売[25]）、ISBN 978-4-09-127169-3
  6. 2016年9月21日発行（2016年9月16日発売[26]）、ISBN 978-4-09-127336-9
  7. 2017年1月23日発行（2017年1月18日発売[27]）、ISBN 978-4-09-127487-8
  8. 2017年3月22日発行（2017年3月17日発売[28]）、ISBN 978-4-09-127514-1
  9. 2017年7月23日発行（2017年7月18日発売[29]）、ISBN 978-4-09-127673-5
  10. 2017年11月22日発行（2017年11月17日発売[30]）、ISBN 978-4-09-127874-6
  11. 2018年2月21日発行（2018年2月16日発売[31]）、ISBN 978-4-09-128086-2
  12. 2018年6月23日発行（2018年6月18日発売[32]）、ISBN 978-4-09-128259-0
  13. 2018年9月23日発行（2018年9月18日発売[33]）、ISBN 978-4-09-128398-6
  14. 2018年12月23日発行（2018年12月18日発売[34]）、ISBN 978-4-09-128596-6
  15. 2019年2月23日発行（2019年2月18日発売[35]）、ISBN 978-4-09-128788-5